# Campeonato Argentino M21 1994
El Campeonato Argentino de Menores de 21 de 1994 (también llamado Campeonato Argentino Juvenil de Menores de 21) fue la segunda edición del torneo para seleccionados M21 de las uniones regionales afiliadas a la Unión Argentina de Rugby. Se llevó a cabo entre el 22 y el 30 de octubre de 1994. La fase final fue organizada por la Unión de Rugby de Tucumán con los encuentros disputándose en las instalaciones del Lince Rugby Club.
El seleccionado de Buenos Aires se quedó con el campeonato al vencer 39-10 en la final a la Unión de Rugby de Tucumán, consiguiendo así su primer título en la categoría.

## Equipos participantes
Participaron esta edición once equipos: diez uniones provinciales y la Unión Argentina de Rugby, representada por el seleccionado de Buenos Aires.
| Equipo       | Unión                                                     |
| ------------ | --------------------------------------------------------- |
| Buenos Aires | Unión Argentina de Rugby                                  |
| Centro       | Unión de Rugby del Centro de la Provincia de Buenos Aires |
| Córdoba      | Unión Cordobesa de Rugby                                  |
| Cuyo         | Unión de Rugby de Cuyo                                    |
| Entre Ríos   | Unión Entrerriana de Rugby                                |
| Nordeste     | Unión de Rugby del Nordeste                               |
| Rosario      | Unión de Rugby de Rosario                                 |
| Salta        | Unión de Rugby de Salta                                   |
| San Juan     | Unión Sanjuanina de Rugby                                 |
| Santa Fe     | Unión Santafesina de Rugby                                |
| Tucumán      | Unión de Rugby de Tucumán                                 |

## Rueda clasificatoria
En la primera fase se disputaron cinco encuentros clasificatorios. Los ganadores de cada partido avanzaron a la fase final.
| 22 de octubre | Cuyo | 21 - 23 | San Juan |  |  |

| 22 de octubre | Centro | 0 - 165 | Buenos Aires |  |  |

| 22 de octubre | Salta | 28 - 23 | Nordeste |  |  |

| 23 de octubre | Entre Ríos | 17 - 23 | Córdoba |  |  |

| 23 de octubre | Santa Fe | 24 - 23 | Rosario |  |  |

## Semifinales
Las semifinales y finales se disputaron el 29 y 30 de octubre en San Miguel de Tucumán en la cancha del Lince Rugby Club. La Unión de Rugby de Tucumán clasificó automáticamente a las semifinales por ser sede de las etapas definitorias.

### Zona A
| Pos. | Equipos      | Partidos | Partidos | Partidos | Tantos | Tantos | Tantos | Pts. |
| Pos. | Equipos      | G        | E        | P        | PF     | PC     | DP     | Pts. |
| ---- | ------------ | -------- | -------- | -------- | ------ | ------ | ------ | ---- |
| 1.°  | Buenos Aires | 2        | 0        | 0        | 65     | 3      | +62    | 4    |
| 2.°  | Salta        | 1        | 0        | 1        | 13     | 39     | -26    | 2    |
| 3.°  | Santa Fe     | 0        | 0        | 2        | 12     | 48     | -36    | 0    |

|  | Clasifica a final por 1.° puesto. |
|  | Clasifica a final por 3.° puesto. |
|  | Clasifica a final por 5.° puesto. |

| 29 de octubre | Buenos Aires | 35 - 3 | Santa Fe | Lince Rugby Club, Tucumán |  |

| 29 de octubre | Buenos Aires | 30 - 0 | Salta | Lince Rugby Club, Tucumán |  |

| 29 de octubre | Salta | 13 - 9 | Santa Fe | Lince Rugby Club, Tucumán |  |

### Zona B
| Pos | Equipos  | Partidos | Partidos | Partidos | Tantos | Tantos | Tantos | Pts |
| Pos | Equipos  | G        | E        | P        | PF     | PC     | DP     | Pts |
| --- | -------- | -------- | -------- | -------- | ------ | ------ | ------ | --- |
| 1.° | Tucumán  | 2        | 0        | 0        | 45     | 10     | +35    | 4   |
| 2.° | Córdoba  | 1        | 0        | 1        | 44     | 19     | +25    | 2   |
| 3.° | San Juan | 0        | 0        | 2        | 7      | 67     | -60    | 0   |

|  | Clasifica a final por 1.° puesto. |
|  | Clasifica a final por 3.° puesto. |
|  | Clasifica a final por 5.° puesto. |

| 29 de octubre | Tucumán | 12 - 10 | Córdoba | Lince Rugby Club, Tucumán |  |

| 29 de octubre | Tucumán | 33 - 0 | San Juan | Lince Rugby Club, Tucumán |  |

| 29 de octubre | Córdoba | 34 - 7 | San Juan | Lince Rugby Club, Tucumán |  |

## Finales

### Final 1.° puesto
| 30 de octubre | Buenos Aires | 39 - 10 | Tucumán | Lince Rugby Club, Tucumán             |                                       |
|               |              | Reporte |         | Árbitro(s): Carlos Molinari (Rosario) | Árbitro(s): Carlos Molinari (Rosario) |

### Final 3.° puesto
| 30 de octubre | Salta | 18 - 34 | Córdoba | Lince Rugby Club, Tucumán |  |

### Final 5.° puesto
| 30 de octubre | Santa Fe | 37 - 5 | San Juan | Lince Rugby Club, Tucumán |  |

|                      |
| Buenos Aires Campeón |
| Primer título        |